# Liste der Flurnamen in Ruhland
Die Liste der Flurnamen in Ruhland enthält die amtlichen neuen sowie bekannte alte Flurnamen der brandenburgischen Stadt Ruhland einschließlich Ortsteil Arnsdorf. Alte Flurnamen werden erklärt, so weit nötig. Gleichlautende (neue) Flurnamen, deren Gebiete räumlich deutlich getrennt (durch andere Benennungen unterbrochen) sind, werden in der Tabelle ebenfalls getrennt dargestellt und durch Zusätze (wie Nord und Süd) unterschieden.

## Liste der Flurnamen in Ruhland
In Spalte 4 bedeutet a alter (in aktuellen Karten nicht mehr verwendeter) und n neuer (unabhängig vom Alter noch aktueller) Flurname.
| Gemarkung    | Flur            | Flurname                          | a/n | Nutzung                          | Beschreibung | Bild           |
| ------------ | --------------- | --------------------------------- | --- | -------------------------------- | --- | -------------- |
| Arnsdorf     | 4 (Lage)        | Altwiesenstück                    | n   | Feld                             | evtl. auch umgebender Wald (Südzipfel des Arnsdorfer Forstes) |                |
| Arnsdorf     | 4 (Lage)        | Altwiesenstück                    | n   | Wiese, Busch                     | evtl. auch umgebender Wald (Südzipfel des Arnsdorfer Forstes) |                |
| Arnsdorf     | 4 (Lage)        | Am Galgenberg                     | n   | Wald                             | Flur 4 + Flur 2 |                |
| Arnsdorf     | 5 (Lage)        | Am Sieggraben                     | n   | Feld                             | Felder zwischen Sieggraben und Steingraben (und Wald östlich des Weges nach Frauendorf ?) |                |
| Arnsdorf     | 4 (Lage)        | Am Weg nach Frauendorf            | n   | Wald                             | östlich des Weges nach Frauendorf |                |
| Arnsdorf     | 5 (Lage)        | Am Weg nach Hermsdorf             | n   | Wald                             | östlich des Ortes |                |
| Arnsdorf     | 1 (Lage)        | An der Autobahn                   | n   | Wald                             | Flur 1 + Flur 2 und Flur 4 östlich der Autobahn; mit inliegenden Wiesenstücken |                |
| Arnsdorf     | 2 (Lage)        | An der Eisenbahn                  | n   | Wald                             | Flur 2 + Flur 4 (mit Kroppen Flur 6) östlich der Bahnlinie; mit anliegenden Wiesenstücken |                |
| Arnsdorf     | 2 (Lage)        | An der Eisenbahn                  | n   | Wiese                            | Flur 2 + Flur 4 östlich der Bahnlinie; mit anliegenden Waldstücken (mit Kroppen Flur 6) |                |
| Ruhland      | 4 (Lage)        | Alte Neuländer                    | a   | Wald                             | Teilbebauung durch Wohnpark neue Sorge | weitere Bilder |
| Ruhland      | 4 (Lage)        | Alte Neuländer                    | a   | Wiese                            | Teilbebauung am Neulandweg und durch Wohnpark neue Sorge | weitere Bilder |
| Ruhland      | 14 (Lage)       | Alte Teiche                       | a   | Wald                             | |                |
| Ruhland      | 5 (Lage)        | Am Binnengraben                   | n   | Wiese                            | (evtl. auch Flur 4) | weitere Bilder |
| Ruhland      | 3 (Lage)        | Am Buschgraben                    | n   | Wiese                            | früher In den Buschwiesen, dazu Filzenwiese, Auf der Horst, Teil von Bei der alten Weide | weitere Bilder |
| Ruhland      | 4 (Lage)        | Am Dürrbachgraben (Nord)          | n   | Feld                             | früher Babens Stücke oder auch Bahms Stücke | weitere Bilder |
| Ruhland      | 6 (Lage)        | Am Dürrbachgraben (Süd)           | n   | Wiese                            | an den Gemarkungsgrenzen Arnsdorf und Guteborn |                |
| Ruhland      | 6 (Lage)        | Am Dürrbachgraben (Süd)           | n   | Wald                             | an der Gemarkungsgrenze Arnsdorf |                |
| Ruhland      | 5 (Lage)        | Am Fuchsberggraben                | n   | Feld                             | westlich des Dreisteingrabens | weitere Bilder |
| Ruhland      | 5 (Lage)        | Am Fuchsberggraben                | n   | Wald                             | Fuchsberg | weitere Bilder |
| Ruhland      | 5 (Lage)        | Am Fuchsberggraben                | n   | Feld, früher Wiese               | westlich des Dreisteingrabens, früher Wüste Wiesen | weitere Bilder |
| Ruhland      | 3 (Lage)        | Amtmanns Ruhe                     | a   | Wald                             | jetzt überwiegend bebaut, Schönburgsau zwischen Ortrander Straße und etwa August-Bebel-Straße | weitere Bilder |
| Ruhland      | 8 (Lage)        | Am Mühlbach                       | a   | Feld                             | jetzt Am Ruhlander Schwarzwasser (Süd) |                |
| Ruhland      | 8 (Lage)        | Am Ruhlander Schwarzwasser (Nord) | n   | Wald                             | |                |
| Ruhland      | 8 (Lage)        | Am Ruhlander Schwarzwasser (Nord) | n   | Wiese                            | es ist nicht sicher, ob die dem Wald zur Schwarzen Elster hin vorgelagerten Wiesen hierzu oder zu An der Schwarzen Elster (West) gehören |                |
| Ruhland      | 8 (Lage)        | Am Ruhlander Schwarzwasser (Süd)  | n   | Feld                             | früher: Am Mühlbach |                |
| Ruhland      | 8 (Lage)        | Am Ruhlander Schwarzwasser (Süd)  | n   | Wiese                            | |                |
| Ruhland      | 8 (Lage)        | Am Ruhlander Schwarzwasser (Süd)  | n   | Wald                             | | weitere Bilder |
| Ruhland      | 2 (Lage)        | Am Sieggraben (Nord)              | n   | Wald                             | Flur 2 beidseitig des Sieggrabens, Zipfel von Flur 9 westlich des Sieggrabens und östlich der Bahnlinie nach Falkenberg |                |
| Ruhland      | 2 (Lage)        | Am Sieggraben (Nord)              | n   | Wiese                            | Flur 2 beidseitig des Sieggrabens, Zipfel von Flur 9 westlich des Sieggrabens und östlich der Bahnlinie nach Falkenberg |                |
| Ruhland      | 8 (Lage)        | Am Sieggraben (Süd)               | n   | Wald                             | Südwestecke von Flur 8, südwestlich des Sieggrabens, beidseits der Bahnlinie nach Ortrand |                |
| Ruhland      | 10 (Lage)       | Am Weg nach Arnsdorf (Nord)       | n   | Wald                             | an der ehemaligen Elsterbrücke nach Südsüdost |                |
| Ruhland      | 8+12 (Lage)     | Am Weg nach Arnsdorf (Süd)        | n   | Wald                             | an der Arnsdorfer Gemarkungsgrenze westlich des Leichenwegs: Flur 12 bis zur Bahnlinie, zwischen Radweg und Sieggraben unterbrochen durch Die Schären, Flur 8 bis zum Sieggraben; dazu Flur 8 südlich Birkenweg, etwas westlich des verlängerten Neugrabenwegs bis an die Autobahn und Falkenberger Bahnlinie | weitere Bilder |
| Ruhland      | 5 (Lage)        | Am Weg nach Ruhland (Ost)         | n   | Wald                             | südlicher Teil des früheren Diebeswinkel | weitere Bilder |
| Ruhland      | 5 (Lage)        | Am Weg nach Ruhland (Ost)         | n   | Wiese                            | östlich des Dreisteingrabens, früher Wüste Wiesen |                |
| Ruhland      | 2 (Lage)        | Am Weg nach Ruhland (West)        | n   | Wald                             | Flur 2 und evtl. Nordwestecke von Flur 8; der Wald war früher Teil der Finkenstücke | weitere Bilder |
| Ruhland      | 2 (Lage)        | Am Weg nach Ruhland (West)        | n   | Wiese                            | zum Teil früher Im Parschken |                |
| Ruhland      | 2+13 (Lage)     | An der alten Heidetrift           | a   | Wald                             | Flur 2 + Flur 13; Streifen östlich des Sieggrabens nördlich der Bahnlinie bis zum verlängerten Parschkenweg | weitere Bilder |
| Ruhland      | 8 (Lage)        | An der Arnsdorfer Hauptstraße     | n   | Wiese                            | |                |
| Ruhland      | 7+8 (Lage)      | An der Arnsdorfer Hauptstraße     | n   | Wald                             | |                |
| Ruhland      | 3 (Lage)        | An der Autobahn (Nord)            | n   | Wald                             | | weitere Bilder |
| Ruhland      | 3 (Lage)        | An der Autobahn (Nord)            | n   | Feld od. Wiese                   | | weitere Bilder |
| Ruhland      | 9 (Lage)        | An der Autobahn (Süd)             | n   | Wald                             | |                |
| Ruhland      | 5 (Lage)        | An der Badeanstalt                | n   | Wald                             | |                |
| Ruhland      | 5 (Lage)        | An der Badeanstalt                | n   | Wiese                            | |                |
| Ruhland      | 5+6 (Lage)      | An der Bernsdorfer Straße         | n   | Wald; auch Feld ?                | Flur 5 + Flur 6 rechts und links der Bernsdorfer Straße, Reichweite vor allem nach Westen ist nicht klar | weitere Bilder |
| Ruhland      | 5 (Lage)        | An der Eisenbahn (Ost)            | n   | Wiese (kleiner Teil Busch, Wald) | nördlich der Bahnlinie Schwarzbach | weitere Bilder |
| Ruhland      | 8 (Lage)        | An der Eisenbahn (West)           | n   | Wald                             | zwischen den Bahnlinien westlich des Kreuzungsbauwerks bis zur Autobahn, an der Falkenberger Bahnlinie weiter bis zur Schwarzen Elster, unterbrochen durch Am Sieggraben und Sieggraben |                |
| Ruhland      | 7 (Lage)        | An der Hermsdorfer Straße         | n   | Feld                             | früher zu Im Dernauken | weitere Bilder |
| Ruhland      | 7 (Lage)        | An der Kamenzer Straße            | n   | Feld                             | | weitere Bilder |
| Ruhland      | 7 (Lage)        | An der Kamenzer Straße            | n   | Wald                             | | weitere Bilder |
| Ruhland      | 8 (Lage)        | An der Kirchbank                  | a   | Wald                             | jetzt Am Ruhlander Schwarzwasser (Süd) |                |
| Ruhland      | 7 (Lage)        | An der Landstraße                 | a   | Feld                             | |                |
| Ruhland      | 7 (Lage)        | An der Landstraße                 | n   | Wald                             | |                |
| Ruhland      | 5 (Lage)        | An der Schwarzen Elster (Ost)     | n   | Feld                             | (evtl. auch Flur 4) | weitere Bilder |
| Ruhland      | 1+2++3 (Lage)   | An der Schwarzen Elster (West)    | n   | Wiese                            | Flur 1 + Flur 2 + Flur 3 (evtl. + Flur 4), westliche Elstervorländer | weitere Bilder |
| Ruhland      | 3 (Lage)        | An der Waldstraße                 | n   | Wald                             | Flur 3 und evtl. Nordwestecke von Flur 8; früher Ostrand von Im Parschken, evtl. (westlicher) Wald auch zum Teil zu Finkenstücke | weitere Bilder |
| Ruhland      | 3 (Lage)        | An der Waldstraße                 | n   | Wiese                            | früher Teil von Im Parschken | weitere Bilder |
| Ruhland      | 7 (Lage)        | An der Wiesenstraße               | n   | Wald                             | die Geltung nach Süden (auch Feld ?) und Westen ist nicht sicher |                |
| Arnsdorf     | 2 (Lage)        | Arnsdorfer Forst                  | n   | Wald                             | |                |
| Ruhland      | 3 (Lage)        | Auf der Horst                     | a   | Wiese                            | jetzt zu Am Buschgraben |                |
| Ruhland      | 7 (Lage)        | Auf sieben Beeten                 | a   | Wald                             | |                |
| Ruhland      | 4 (Lage)        | Babens Stücke                     | a   | Feld                             | auch Bahms Stücke; jetzt Am Dürrbachgraben (Nord) | weitere Bilder |
| Ruhland      | 13+14 (Lage)    | Bahnwiese                         | a   | Wiese                            | Flur 13 + 14, an der Ostseite des Sieggrabens an der Flurgrenze; jetzt Teil von Sieggraben (Nord) |                |
| Ruhland      | 6 (Lage)        | Bauers Winkel                     | a   | Wiese                            | |                |
| Ruhland      | 5 (Lage)        | Bei den drei Steinen              | a   | Feld                             | Westlich des Dreisteingrabens, östlich und etwas südlich des Fuchsberges; ist heute Nordostteil von Am Fuchsberggraben (Flurname). | weitere Bilder |
| Ruhland      | 5 (Lage)        | Bei den großen Wiesen             | a   | Wiese                            | (oder Wald) jetzt bebaut (Gewerbe) |                |
| Ruhland      | 3 (Lage)        | Bei der alten Weide               | a   | Wald                             | | weitere Bilder |
| Ruhland      | 3 (Lage)        | Bei der alten Weide               | a   | Wiese                            | | weitere Bilder |
| Ruhland      | 8 (Lage)        | Bei der Herschenzmühle            | a   | Wald                             | zwischen alter Poststraße (Birkenweg) und Bahnlinie nachj Falkenberg; gehört jetzt zu Am Ruhlander Schwarzwasser (Süd) und Am Weg nach Arnsdorf | weitere Bilder |
| Arnsdorf     | 1 (Lage)        | Bei der Lehmgrube                 | n   | Wald                             | |                |
| Arnsdorf     | 5 (Lage)        | Bei der Lehmgrube                 | n   | Feld                             | Flur 4 + Flur 2 + Flur 5; Wiesen zwischen Steingraben und Bahnlinie |                |
| Ruhland      | 9+11 (Lage)     | Beim Jägerhause                   | a   | Wald                             | Flur 9 + Flur 11; nordwestlich der Alten Poststraße zwischen Gemarkungsgrenze, Alter Poststraße und Bahnlinie nach Falkenberg; jetzt (mit Ausnahme der an Alte Poststraße, Sieggraben und Bahn angrenzenden Streifen) zu Ruhlander Forst (West)                                                               |                |
| Ruhland      | 14 (Lage)       | Boblans Busch                     | a   | Wald                             | |                |
| Ruhland      | 7 (Lage)        | Brückchen                         | a   | Feld                             | Bebauung an der Hermsdorfer Straße | weitere Bilder |
| Ruhland      | 7 (Lage)        | Brückchen                         | a   | Wald                             | Bebauung an der Kamenzer Straße | weitere Bilder |
| Ruhland      | 9 (Lage)        | Büschchenschäferei                | a   | Wald                             | Südzipfel Flur 9 (evtl. + Westecke Flur 12); zwischen Bahnlinie, Gemarkungsgrenze und Schaftrift |                |
| Ruhland      | 5 (Lage)        | Diebeswinkel                      | a   | Wald                             | an der Schwarzbacher Gemarkungsgrenze bis auf Schwarzbacher Gebiet, dort jetzt neu Dieb Winkel; dort hatte eine Räuberbande ihren Unterschlupf | weitere Bilder |
| Schwarzheide | 4 (Lage)        | Die Breite                        | a   | Wiese (+Busch)                   | an der Schwarzbacher Gemarkungsgrenze / Schwarzen Elster |                |
| Schwarzbach  | 2 (Lage)        | Dieb Winkel                       | n   | Wald                             | an der Ruhlander Gemarkungsgrenze; dort hatte eine Räuberbande ihren Unterschlupf |                |
| Ruhland      | 13+14 (Lage)    | Dienstwiese                       | a   | Wiese                            | Flur 13 + Flur 14, auf der Westseite des Sieggrabens an der Flurgrenze; jetzt Teil von Sieggraben (Nord) (?) |                |
| Ruhland      | 12 (Lage)       | Die Schären                       | n   | Wald                             | an der Arnsdorfer Gemarkungsgrenze zwischen Radweg und Sieggraben eingebettet in Am Weg nach Arnsdorf (Süd) |                |
| Ruhland      | 12 (Lage)       | Die Schären                       | n   | Wiese                            | an der Arnsdorfer Gemarkungsgrenze zwischen Radweg und Sieggraben eingebettet in Am Weg nach Arnsdorf (Süd) |                |
| Ruhland      | 10 (Lage)       | Eichbusch                         | n   | Wald                             | Waldstück nördlich der Schwarzen Elster im Nordwestzipfel der Gemarkung; landläufig noch Eichwald | weitere Bilder |
| Ruhland      | 3 (Lage)        | Filzenwiese                       | a   | Wiese                            | jetzt zu Am Buschgraben | weitere Bilder |
| Ruhland      | 2+9+13 (Lage)   | Finkenstücke                      | a   | Wald                             | Flur 2 + Flur 9 + Flur 13; nördlich der Bahnlinie bis zum verlängerten Parschkenweg zwischen An der alten Heidetrift und Im Parschken; jetzt Ruhlander Forst (Südost) und der Waldteil von Am Weg nach Ruhland (West)                                                                                         | weitere Bilder |
| Ruhland      | 5 (Lage)        | Fuchslöcher                       | a   | Wiese (früher), jetzt Feld       | westlich des Fuchsberges; ist heute Nordwestecke von Am Fuchsberggraben (Flurname). | weitere Bilder |
| Ruhland      | 4 (Lage)        | Galgen                            | a   | Wiese, Busch                     | bebaut |                |
| Ruhland      | 3+4 (Lage)      | Großer Koltschen                  | a   | Feld, Wiese                      | Flur 3 + Flur 4 Ecken südlich der Schwarzen Elster; der Name wird hergeleitet von sorbisch colc = Bienenstock | weitere Bilder |
| Ruhland      | 5 (Lage)        | Große Wiesen                      | a   | Feld (früher Wiese)              | jetzt teilweise Gewerbegebiet, bebaut und Solar | weitere Bilder |
| Arnsdorf     | 6 (Lage)        | Guteborner Lehden                 | n   | Wald                             | Ostecke der Gemarkung |                |
| Ruhland      | 7 (Lage)        | Hammermüllers Stücke              | a   | Wald                             | |                |
| Ruhland      | 8 (Lage)        | Herschenzmühle                    | n   | Wald                             | |                |
| Ruhland      | 8 (Lage)        | Herschenzmühle                    | n   | Wiese                            | |                |
| Ruhland      | 7 (Lage)        | Hinter der Hermsdorfer Straße     | n   | Feld                             | früher zu Im Dernauken |                |
| Ruhland      | 7 (Lage)        | Hinter der Hermsdorfer Straße     | n   | Wald                             | |                |
| Ruhland      | 14 (Lage)       | Im Busch                          | a   | Wald                             | |                |
| Ruhland      | 7 (Lage)        | Im Dernauken                      | a   | Feld                             | früher Im Ternauken, auch Im Tarnauken; der Name kommt vom altsorbischen dren = Kornelkirsche | weitere Bilder |
| Ruhland      | 7 (Lage)        | Im Dernauken                      | a   | Wald (*)                         | früher Im Ternauken, auch Im Tarnauken; (*)nach der Skizze gehört die Nordostecke des angrenzenden Waldes sowie Wald westlich der Spitze des Brückchens dazu |                |
| Ruhland      | 3 (Lage)        | Im Hain                           | a   | Feld, Wiese, Busch               | zwischen Ortrander Straße, Fischerstraße und Autobahn (sowie ein Streifen hinter der Autobahn); neu angelegt ist die Lärmschutzpflanzung und die Autobahnraststätte | weitere Bilder |
| Ruhland      | 7 (Lage)        | Im Jenstech                       | a   | Wald                             | auch Jenschstech-Wald; nach dem Wegnamen Gänsesteg (Jenschstech, Jensteich, Jensteig) | weitere Bilder |
| Ruhland      | 9 (Lage)        | Im Jieser                         | a   | Wald                             | früher auch Im Jehser; südöstlich der Alten Poststraße zwischen Gemarkungsgrenze, Bahnlinie und Alter Poststraße; der Name ist hier wahrscheinlich vom sorbischen jasen = Esche hergeleitet; jetzt (mit Ausnahme von an Sieggraben und Bahn angrenzende Streifen) zu Ruhlander Forst (West)                   |                |
| Ruhland      | 2 (Lage)        | Im Parschken                      | a   | Wiese                            | Flur 2 (Südostecke) + Flur 3 (Nordwestecke) + Flur 9 (Südostecke); der Name stammt vom sorbischen breza = Birke | weitere Bilder |
| Ruhland      | 5 (Lage)        | Im Raakschen                      | a   | Wiese                            | der Name kommt hier vom sorbischen rak = Krebs | weitere Bilder |
| Ruhland      | 6 (Lage)        | In der Hölle                      | a   | Wald                             | | weitere Bilder |
| Ruhland      | 2+3 (Lage)      | In den Buschwiesen                | a   | Wiese                            | Flur 2 + Flur 3; jetzt zu Am Buschgraben | weitere Bilder |
| Ruhland      | 5 (Lage)        | Jungrichters Kaupe                | a   | Feld                             | zwischen Binnengraben und Schwarzer Elster (und auch nördlich der Schwarzen Elster ?) bei der Pößnitzeinmündung; Kaupe kommt von sorbisch kupa = Insel | weitere Bilder |
| Ruhland      | 4 (Lage)        | Kaupe                             | a   | bebaut                           | früher Kaupenburg südlich vom Zollhaus, jetzt evangelischer Kindergarten; der Name kommt von sorbisch kupa = Insel |                |
| Ruhland      | 12 (Lage)       | Kirchbusch                        | n   | Wald                             | |                |
| Ruhland      | 4 (Lage)        | Kleiner Koltschen                 | a   | Wiese, Busch, Feld               | Flur 4 südlich des Binnengrabens westlich der Schwarzwassermündung; der Name wird hergeleitet von sorbisch colc = Bienenstock | weitere Bilder |
| Ruhland      | 5 (Lage)        | Lachens Läukchen                  | a   | Wald                             | auch Lachmunds Läukchen; jetzt teilweise bebaut; der Name kommt vom Namen Lachmund und Läukchen = Sumpf | weitere Bilder |
| Ruhland      | 5 (Lage)        | Läukchen                          | a   | Wald                             | bebaut; „Läukchen“ kommt von sorbisch luh, niedersorbisch lug = Sumpf | weitere Bilder |
| Ruhland      | 7 (Lage)        | Neue Sorge                        | a   | bebaut; früher Wiese ?           | bebaut | weitere Bilder |
| Ruhland      | 6 (Lage)        | Östlich der Bernsdorfer Straße    | n   | Wiese                            | |                |
| Ruhland      | 6 (Lage)        | Östlich der Bernsdorfer Straße    | n   | Wald                             | | weitere Bilder |
| Ruhland      | 7 (Lage)        | Östlich der Kreisstraße           | n   | Wald                             | |                |
| Ruhland      | 14 (Lage)       | Randwiesen                        | a   | Wiese                            | |                |
| Ruhland      | 10 (Lage)       | Rohrwiesen                        | a   | Wiese                            | |                |
| Ruhland      | 13+14 (Lage)    | Ruhlander Forst (Nordost)         | n   | Wald                             | Fur 13 und Flur 14 zwischen Siegrgaben (Nord) und Buschgraben |                |
| Ruhland      | 9 (Lage)        | Ruhlander Forst (Südost)          | n   | Wald                             | früher Teil der Finkenstücke |                |
| Ruhland      | 11+9 (Lage)     | Ruhlander Forst (West)            | n   | Wald                             | Flur 11 und Teil von Flur 9, westlich von Autobahn, Sieggraben und Bahnlinie nach Falkenberg (mit Ausnahme eines dort jeweils anliegenden Streifens); früher nordwestlich der Alten Poststraße Beim Jägerhause, südöstlich der Alten Poststraße Im Jieser                                                     | weitere Bilder |
| Ruhland      | 9 (Lage)        | Schaftrift                        | a   | Wald                             | zwischen Gemarkungsgrenze, Im Jieser und Büschchenschäferei |                |
| Ruhland      | 3+4 (Lage)      | Schinderwinkel                    | a   | Wiese (+ Busch)                  | östlich und westlich der Autobahn, nördlich der Schwarzbacher Gemarkungsgrenze bis zur Schwarzen Elster |                |
| Ruhland      | 6 (Lage)        | Schmalers Busch                   | a   | Wald                             | Flur 5+6; jetzt zu Tiefwinkelwiesen | weitere Bilder |
| Ruhland      | 7 (Lage)        | Schrotschack                      | a   | Wald                             | Der Name ist umgebildet von sorbisch srjzdza = in der Mitte |                |
| Ruhland      | 1 (Lage)        | Schwarzheider Grenze              | n   | Feld                             | im Nordwestzipfel der Gemarkung Ruhland zwischen altem Elsterlauf und Eichbusch | weitere Bilder |
| Ruhland      | 1 (Lage)        | Schwarzheider Grenze              | n   | Wiese, Busch                     | |                |
| Ruhland      | 3 (Lage)        | Schweineläukchen                  | a   | Wald                             | „Läukchen“ kommt von sorbisch luh, niedersorbisch lug = Sumpf; jetzt überwiegend bebaut, Schönburgsau zwischen August-Bebel-Straße und Birkenweg | weitere Bilder |
| Ruhland      | 10+13+14 (Lage) | Sieggraben (Nord)                 | n   | Wald                             | Flur 10 + Flur 13 + Flur 14 beidseitig des Sieggrabens |                |
| Ruhland      | 10+13+14 (Lage) | Sieggraben (Nord)                 | n   | Wiese                            | Flur 13 + Flur 14 beidseitig des Sieggrabens; früher Bahnwiese und Dienstwiese; (Flur 10 + 14 Waldschneise südlich der Schwarzen Elster ?) |                |
| Ruhland      | 8 (Lage)        | Sieggraben (Süd)                  | n   | Wiese                            | westlich des Sieggrabens zwischen Die Schären und Am Weg nach Arnsdorf (Süd) |                |
| Ruhland      | 6 (Lage)        | Sommerstall                       | a   | Wald                             | am östlichen Ende des Gänsestegs (Jenschstech, Jensteich, Jensteig) | weitere Bilder |
| Ruhland      | 7 (Lage)        | Sperlingsstücke                   | a   | Wald                             | |                |
| Ruhland      | 6 (Lage)        | Tiefwinkelwiesen                  | n   | Wiese                            | früher Schmalers Busch; Flurname auch für benachbarte Schwarzbacher Wiesen; Tiefwinkelwiesen ist wahrscheinlich ein Hör- und Aufschreibfehler von Diebswinkelwiesen | weitere Bilder |
| Schwarzbach  | 1 (Lage)        | Ulaner Wald                       | n   | Wald                             | gehörte einem desertierten Soldaten Koar, der „Ulaner“ genannt wurde |                |
| Schwarzbach  | 1 (Lage)        | Ulaner Wiesen                     | a   | Wiese                            | evtl. in der Vorzeit Gemarkung Ruhland (bis zum Grenzgraben); jetzt Südteil der Schwarzbacher Tiefwinkelwiesen; gehörten einem desertierten Soldaten Koar, der „Ulaner“ genannt wurde |                |
| Ruhland      | 5 (Lage)        | Vor den großen Wiesen             | a   | Wald                             | westlich des Dürrbachgrabens, südlich der Straße Badeanstalt | weitere Bilder |
| Ruhland      | 4 (Lage)        | Vorwerk                           | a   | Wiese, Busch                     | bebaut |                |
| Arnsdorf     | 3 (Lage)        | Welschholz                        | n   | Wald                             | Flur 3 + Flur 4; südlicher Gemarkungszipfel |                |
| Ruhland      | 6 (Lage)        | Westlich der Bernsdorfer Straße   | n   | Wald                             | | weitere Bilder |
| Ruhland      | 6 (Lage)        | Westlich der Bernsdorfer Straße   | n   | Wiese                            | |                |
| Ruhland      | 5 (Lage)        | Wüste Wiesen                      | a   | Wiese                            | zwischen Dreisteingraben und Wald im Osten und Süden; ist heute Westteil von Am Weg nach Ruhland (Ost) (Flurname). | weitere Bilder |
| Ruhland      | 7 (Lage)        | Zwischen Land- und Kreisstraße    | n   | Wald                             | |                |

## Aufstellung nicht mehr zuordenbarer Flurnamen
Die Aufstellung enthält Flurnamen, deren Lage nicht mehr ermittelt werden konnte.
- Bär- oder Beerbusch
- Benschenwinkel (1838 als „Kommunalhutung und Gräserei“)
- Büttelgarten (im Schrotschack)
- Harakswinkel (Juli 1859 wurde der Binnengraben von der Raak- oder Stadtmühle bis zum „Harakswinkel“ reguliert)
- Hohe Trift  (bei der Herschenzmühle !)
- Holke (Juni 1813 französische Kanonenaufstellung dort und am „Langen Weg“)
- Kochswinkel
- Ledige Stücke (auf Frauendorf zu)

## Erklärung alter Flurnamen
Hier werden vor allem die Flurnamen behandelt, die sich nicht sofort aus dem Wortlaut selbst erklären (z. B. Büschchenschäferei oder Bauerswinkel erklären sich aus dem Wort). Angegeben wird die wahrscheinlichste Deutung aus dem Aufsatz von C. Nicolaus, für einige Namen finden sich weitere Erklärungsvarianten dort und in den anderen Quellen.
- Dernauken, abgewandelt zu Tarnauken enthält das altsorbische dren = Kornelkirsche.
- Dieb(e)swinkel kommt von einer Räuberbande, die dort ihren Unterschlupf hatte.
- Guteborner Lehden kommt von sorbisch lehde = Brachland, lado = Wüstung
- Im Jieser, im Jehser oder im Jeser ist hier wahrscheinlich vom sorbischen jasen = Esche hergeleitet.
- Im Preschken, im Perschken (oder Parschen) stammt hier vom sorbischen breza = Birke
- Im Raackschen kommt hier vom sorbischen rak = Krebs (vor der Industrialisierung und Elstereindeichung waren die Elsterarme reich an Fischen und Krebsen).
- Kaupe kommt von sorbisch kupa = Insel.
- Koltschen (oder Collschen) wird hergeleitet von sorbisch colc = Bienenstock.
- Lachensläukchen (auch Lachmunds Läukchen) kommt vom Namen Lachmund und Läukchen = Sumpf (siehe unten)
- Läukchen kommt von sorbisch luh, niedersorbisch lug = Sumpf; kommt auch in Schweineläukchen und anderen Zusammensetzungen vor
- Ledige Stücke kommt von sorbisch lado = Wüstung, lehde = Brachland
- Jenstech, Jensteig ist umgeformt aus „Gänse-“ (oder Gänscher = Gänserich) und Steg, Steig in Jenschstech, Jenschsteg und Jenssteig. Ein Flurnamenregister nennt einen „Gänseteich“ und einen „Gänsesteig“, und ein Sommerstall liegt am Ende des Weges
- Schrotschack ist wahrscheinlich umgebildet von sorbisch srjzdza = in der Mitte
- Ulaner-Wiesen und Wald gehörten einem desertierten Soldaten Koar, der „Ulaner“ genannt wurde.